# Trichophyton eriotrephon
Trichophyton eriotrephon är en svampart som beskrevs av Papeg. 1925. Trichophyton eriotrephon ingår i släktet Trichophyton och familjen Arthrodermataceae.   Inga underarter finns listade i Catalogue of Life.